# جی. برد کالیکوت
جان برد کالیکوت (زادهٔ ۹ مهٔ ۱۹۴۱) فیلسوف آمریکایی است که آثارش در خط مقدم حوزه جدید فلسفه و اخلاق زیست‌محیطی قرار داشته است. او استاد پژوهشی ممتاز دانشگاه و عضو دپارتمان مطالعات فلسفه و دین و مؤسسه علوم کاربردی در دانشگاه شمال تگزاس است. کالیکوت از سال ۱۹۶۹ تا ۱۹۹۵ سمت استاد فلسفه و منابع طبیعی را در دانشگاه ویسکانسین-استیونز پوینت بر عهده داشت، جایی که در سال ۱۹۷۱ اولین دوره اخلاق زیست‌محیطی جهان را تدریس کرد از سال ۱۹۹۴ تا ۲۰۰۰، او به عنوان معاون رئیس و سپس رئیس انجمن بین‌المللی اخلاق زیست‌محیطی خدمت کرد. از دیگر سمت‌های برجسته او می‌توان به استاد مدعو فلسفه در دانشگاه ییل؛ دانشگاه کالیفرنیا، سانتا باربارا؛ دانشگاه هاوایی؛ و دانشگاه فلوریدا اشاره کرد.
کتاب «سالنامه شهرستان شنی» اثر آلدو لئوپولد یکی از متون اصلی فلسفه محیط زیست است و کالیکوت به‌طور گسترده به عنوان نماینده برجسته معاصر اخلاق زمین لئوپولد در نظر گرفته می‌شود. کتاب کالیکوت با عنوان «در دفاع از اخلاق زمین» (۱۹۸۹) مبانی فکری دیدگاه لئوپولد را بررسی می‌کند و می‌کوشد تا آن را با رویکردی فلسفی کامل‌تر ارائه دهد؛ و کتاب بعدی با عنوان «فراتر از اخلاق زمین» (۱۹۹۹) فلسفه زیست‌محیطی لئوپولد را بیشتر بسط می‌دهد. کتاب «بینش‌های زمین» (۱۹۹۴) نوشتهٔ کالیکوت نیز سهم مهمی در حوزهٔ نوپای فلسفهٔ تطبیقی محیط زیست دارد؛ نسخهٔ ویژه‌ای از مجلهٔ «جهان‌بینی‌ها: محیط زیست، فرهنگ، دین» (جلد ۱، شماره ۲) به نقد و بررسی‌های علمی این اثر اختصاص داده شده است. کالیکوت به همراه رابرت فرودمن، سردبیر مشترک کتاب دو جلدی و برنده جایزه «دایرةالمعارف اخلاق و فلسفه زیست‌محیطی آریزونا» است که در سال ۲۰۰۹ توسط انتشارات مک‌میلان منتشر شد او همچنین نویسنده مقالات متعدد مجلات و فصل‌هایی از کتاب‌ها در حوزه فلسفه محیط زیست است و به عنوان ویراستار یا همکار ویراستار بسیاری از کتاب‌ها، متون درسی و آثار مرجع در همین زمینه فعالیت داشته است.

## زندگی‌نامه
کالیکوت در ۹ مهٔ ۱۹۴۱ در ممفیس از هنرمند و مربی هنری برجسته منطقه‌ای، برتون اچ. کالیکوت (۱۹۰۷–۲۰۰۳)، از آکادمی هنر ممفیس (که اکنون کالج هنر ممفیس است، متولد شد. در سال ۱۹۵۹، کالیکوت از دبیرستان مسیک که در آن زمان جداسازی نژادی در ممفیس وجود داشت، فارغ‌التحصیل شد و در دانشگاه ساوت وسترن در ممفیس (که اکنون کالج رودز است) تحصیل کرد و مدرک لیسانس خود را دریافت کرد. در سال ۱۹۶۳ با درجه ممتاز در رشته فلسفه فارغ‌التحصیل شد. او بورسیه وودرو ویلسون را برای تحصیلات تکمیلی در دانشگاه سیراکیوز دریافت کرد و مدرک کارشناسی ارشد خود را در فلسفه (۱۹۶۶) و دکترای خود را در همان رشته (۱۹۷۲) پس از دریافت بورسیه پایان‌نامه وودرو ویلسون به پایان رساند. رساله او با عنوان افلاطون زیبایی‌شناسی: مقدمه‌ای بر نظریه فرم‌ها، از تمرکز کارهای کارشناسی و کارشناسی ارشد او: فلسفه یونان باستان گرفته شده است.
کالیکوت فعالیت خود را به عنوان فیلسوف دانشگاهی در سال ۱۹۶۶ در دانشگاه ایالتی ممفیس (که اکنون دانشگاه ممفیس نام دارد) آغاز کرد. در آنجا، به عنوان مشاور هیئت علمی انجمن دانشجویان سیاه‌پوست، در جنبش حقوق مدنی جنوب در زمان آخرین مبارزات مارتین لوتر کینگ جونیور در منطقه فعال بود. در سال ۱۹۶۹، کالیکوت به دپارتمان فلسفه دانشگاه ایالتی ویسکانسین-استیونز پوینت (که اکنون دانشگاه ویسکانسین-استیونز پوینت نام دارد) پیوست. کالیکوت به عنوان «یک جنوبی مهاجر، تازه از نبردهای سخت مبارزه حقوق مدنی در ممفیس، تنسی» معتقد بود که «محیط زیست از هر جهت مورد حمله گسترده قرار گرفته است و هیچ راه نجاتی در چشم‌انداز نیست» و «حقوق مدنی آرمانی است که از قبل در جمهوری ایده‌ها و در دادگاه‌ها (اگر نه در خیابان اصلی ممفیس) پیروز شده است.» او «شهروندی دغدغه‌مند بود، اما [او] به‌طور خاص، فیلسوفی چالش‌برانگیز نیز بود.» بنابراین کالیکوت پرسید «چگونه، به عنوان یک فیلسوف، [او] می‌تواند در بازاندیشی طبیعت انسان و بازسازی ارزش‌های انسانی مشارکت کند تا آنها را با ایده‌های نسبتاً جدید در مورد ماهیت محیط زیست که از بوم‌شناسی و فیزیک جدید ناشی می‌شود، هماهنگ کند.»
کالیکوت به مدت ۲۶ سال در مناطق شمالی شهرستان‌های شنی ویسکانسین، واقع در رودخانه ویسکانسین، تنها نود مایل از کلبه طبقاتی آلدو لئوپولد و اولین خانه جان مویر در مزرعه دریاچه فواره، منطقه‌ای که روح … را برانگیخت، زندگی و تدریس کرد. دو متفکر بسیار تأثیرگذار زیست‌محیطی. کالیکوت می‌نویسد: «منظره‌ای که به شکل‌گیری و الهام‌بخشی اندیشه‌های تکاملی-بوم‌شناختی نوپای مویر جوان و لئوپولد بالغ کمک کرده بود، زمینه‌ای ایده‌آل برای (من) بود تا حرفه (طولانی‌مدت) خود را به عنوان بنیان‌گذار فلسفه زیست‌محیطی دانشگاهی آغاز کنم.» در سال ۱۹۹۵، او به گروه فلسفه و مطالعات دین در دانشگاه تگزاس شمالی در دنتون پیوست. اولین برنامه تحصیلات تکمیلی در فلسفه زیست‌محیطی در سال ۱۹۹۰ در یو ان تی تحت نظارت یوجین سی. هارگرو، رئیس وقت بخش و سردبیر بنیان‌گذار مجله «اخلاق زیست‌محیطی» راه‌اندازی شد. افزودن تخصص کالیکوت به تثبیت جایگاه آن به عنوان برنامه پیشرو در جهان در این زمینه کمک کرد.

## فلسفه

### اخلاق زیست‌محیطی کالیکوت
«من به عنوان یک فیلسوف، تصمیم گرفتم به عنوان همتای فیلسوفان اخلاق گذشته، چیزی جدید زیر آفتاب فلسفی - به تعبیری زیر نگاه آپولو - خلق کنم، «یک اخلاق زیست‌محیطی جدید»، مانند آنچه ریچارد روتلی در سال ۱۹۷۳ مطرح کرده بود.»

مطابق با ضرب‌المثل معروف لئوپولد - «یک چیز درست است وقتی که تمایل به حفظ یکپارچگی، ثبات و زیبایی جامعه زیستی داشته باشد. وقتی که خلاف این باشد، اشتباه است.» — کالیکوت از یک اخلاق زیست‌محیطی کل‌نگر و غیر انسان‌محور حمایت می‌کند. آنچه او رویکرد «گسترش‌گرا» به اخلاق زیست‌محیطی می‌نامد، تلاش می‌کند تا پارادایمهای اخلاقی انسان‌محور آشنا - میراث روشنگری اروپایی - را به موجودات غیر از انسان گسترش دهد. به عنوان مثال، «آزادی حیوانات» پیتر سینگر، پارادایم اخلاقی فایده‌گرایی جرمی بنتام را به همه حیوانات ذی‌شعور تعمیم می‌دهد. «زیست‌محوری» پل دبلیو. تیلور، الگوی کانت وظیفه‌شناسی را به همه مراکز «غایت‌شناختی زندگی» (یعنی همه موجودات زنده) گسترش می‌دهد. با این حال، رویکردهای تعمیم‌گرا، عمیقاً فردگرایانه هستند و «توجه اخلاقی» را به موجودات زنده منفرد اعطا می‌کنند. با این حال، نگرانی‌های واقعی زیست‌محیطی بر موجودیت‌های تراریخته تمرکز دارند: گونه‌های در معرض خطر؛ جوامع زیستی و اکوسیستم‌های در معرض تهدید؛ رودخانه‌ها و دریاچه‌ها؛ اقیانوس و جو. کالیکوت معتقد است که یک اخلاق زیست‌محیطی مناسب - یک الگوی اخلاق زیست‌محیطی که به دغدغه‌های واقعی زیست‌محیطی می‌پردازد - باید کل‌نگر باشد.
کالیکوت، مبانی مفهومی اخلاق زمین لئوپولد را ابتدا به تحلیل چارلز داروین از «حس اخلاقی» در «تبار انسان» و در نهایت به پایه‌گذاری اخلاق توسط دیوید هیوم در «احساسات اخلاقی» مطرح‌شده در «تحقیقی در مورد اصول اخلاق» بازمی‌گرداند. هیوم استدلال می‌کند که اعمال اخلاقی و قضاوت‌های اخلاقی مبتنی بر احساسات دیگرگرا مانند همدردی، نیکوکاری، وفاداری و میهن‌پرستی هستند. داروین استدلال می‌کند که این «احساسات اخلاقی» به عنوان «شرط لازم» همبستگی اجتماعی (یا اشتراکی) تکامل یافته‌اند، که بقا و موفقیت تولید مثلی اعضای جامعه (یا اجتماع) به آن بستگی دارد. سنت تفکر دوگانه در فلسفه غرب اکثر فیلسوفان را به سمت رد اخلاق هیوم به عنوان نوعی غیرمنطقی احساس‌گرایی سوق می‌دهد، علیرغم این واقعیت که، به اعتقاد کالیکوت، هیوم به وضوح نقش کلیدی برای عقل در عمل و قضاوت اخلاقی قائل است. به گفته هیوم، قوه عقل (۱) روابط ایده‌ها را که اساساً روابط منطقی هستند، تعیین می‌کند؛ و (۲) امور واقع. در میان چنین امور واقع، عقل هم زنجیره علیت اغلب پیچیده پیامدهای اعمال مختلف را ردیابی می‌کند و هم اهداف مناسب احساسات اخلاقی را آشکار می‌سازد. بر این اساس، لئوپولد هم زنجیره علی پیامدهای اکولوژیکی اعمال به ظاهر بی‌ضرری مانند شخم زدن زمین و چرای گاو را ردیابی می‌کند و هم موضوع مناسب آن احساسات اخلاقی - مانند وفاداری و میهن‌پرستی - را که توسط عضویت اجتماعی و هویت اجتماعی برانگیخته می‌شوند، آشکار می‌سازد. موضوع مناسب چنین احساساتی «جامعه زیستی» است که توسط علم نسبتاً جدید بوم‌شناسی آشکار شده است.

### ارزش ذاتی در طبیعت
به گفته کالیکوت، تمایز اخلاق زیست‌محیطی به مسئله عدم انسان‌محوری برمی‌گردد و آن مسئله به مسئله ارزش ذاتی طبیعت برمی‌گردد. زیرا اگر تنها ارزش طبیعت، ارزش ابزاری آن برای انسان‌ها باشد، اخلاق زیست‌محیطی فقط گونه‌ای از اخلاق کاربردی است، مشابه اخلاق زیستی و اخلاق تجاری، نه یک حوزه کاملاً جدید از نظریه اخلاقی یا فلسفه اخلاق. کالیکوت یک نظریه ذهنیت‌گرایانه در مورد ارزش ذاتی طبیعت ارائه می‌دهد: او تمایز کلاسیک مدرن بین سوژه و ابژه را به چالش نمی‌کشد، بلکه اصرار دارد که تمام ارزش‌ها از سوژه‌ها (انسان یا غیر آن) سرچشمه می‌گیرند و توسط آن سوژه‌ها به اشیاء مختلف اعطا می‌شوند. به‌طور خلاصه، کالیکوت ادعا می‌کند که بدون ارزش‌گذاران، هیچ ارزشی وجود نخواهد داشت. با این حال، این اشیاء توسط سوژه‌ها به دو روش اساساً متفاوت ارزش‌گذاری می‌شوند: ابزاری و ذاتی. ابزارهای مختلف، مظهر نوعی از اشیاء هستند که سوژه‌ها به صورت ابزاری برای آنها ارزش قائلند؛ خود و برخی دیگر از انسان‌ها، مظهر نوعی از اشیاء هستند که سوژه‌های انسانی به صورت ذاتی برای آنها ارزش قائلند. هیچ‌یک از این دو نوع ارزش‌گذاری معمولاً به صورت غیرمنطقی انجام نمی‌شود. یک فرد عاقل معمولاً برای یک ذره گرد و غبار ارزش ابزاری قائل نیست؛ و همچنین یک فرد عاقل معمولاً برای یک فنجان پلاستیکی ارزش ذاتی قائل نیست. انسان به دلایل مختلف چیزهای مختلفی را به عنوان ابزار ارزش‌گذاری می‌کند: مته‌ها را به این دلیل که می‌توان با آنها سوراخ‌های تمیز ایجاد کرد؛ پیچ‌گوشتی‌ها را به این دلیل که می‌توان با آنها پیچ‌ها را تنظیم کرد. وقتی ابزاری شکسته یا به هر دلیلی بی‌فایده می‌شود، یک فرد عاقل دیگر آن را به صورت ابزاری ارزش‌گذاری نمی‌کند؛ و اغلب ابزارهای شکسته و بی‌فایده به عنوان زباله دور انداخته می‌شوند. انسان همچنین به دلایل خوب مختلف، چیزهای مختلفی را به صورت ذاتی ارزش‌گذاری می‌کند.
فیلسوفان مدت‌هاست دلایلی ارائه داده‌اند که چرا انسان‌ها باید ذاتاً ارزشمند باشند (و بنابراین وقتی شکسته یا بی‌فایده هستند، دور انداخته نشوند). به گفته کالیکوت، آلدو لئوپولد دلایلی ارائه می‌دهد که چرا گونه‌های غیرانسانی، جوامع زیستی و اکوسیستم‌ها باید ذاتاً ارزشمند باشند (و بنابراین به شدت به خطر نیفتند یا نابود نشوند). لئوپولد در کتاب «اخلاق زمین» اثر «سند کانتی» در مورد گل‌های وحشی و پرندگان آوازخوان، به عنوان مثال، گونه‌هایی با ارزش ابزاری اندک، می‌نویسد: «با این حال، این موجودات عضوی از جامعه زیستی هستند و اگر (همان‌طور که من معتقدم) ثبات آن به یکپارچگی آن بستگی دارد، آنها حق ادامه حیات دارند.» و بعداً در «اخلاق زمین»، لئوپولد مستقیماً به «ارزش فلسفی» استناد می‌کند - یعنی همان چیزی که فیلسوفان دانشگاهی محیط زیست آن را «ارزش ذاتی» می‌نامند: «برای من غیرقابل تصور است که یک رابطه اخلاقی با زمین بتواند بدون عشق، احترام و تحسین به زمین و توجه زیاد به ارزش آن وجود داشته باشد. منظور من از ارزش، البته چیزی بسیار گسترده‌تر از ارزش اقتصادی صرف [ارزش ابزاری] است، منظورم ارزش به معنای فلسفی [ارزش ذاتی] است.»

### فلسفه تطبیقی زیست‌محیطی
اخلاق زیست‌محیطی، علیرغم تازگی و فاصله گرفتن از الگوهای اخلاقی آشنا، در آغاز خود از روش‌ها و منابع مفهومی سنت فلسفی غرب استفاده می‌کرد. در حالی که این سنت در شکل‌دهی به فرهنگ و نهادهای غربی - به‌ویژه در حوزه‌های حقوق، سیاست و فقه - بسیار تأثیرگذار بوده است، سنت «دینی» غرب نیز در شکل‌دهی به فرهنگ و نهادهای غربی بسیار تأثیرگذار بوده است. در ابتدا، سنت دینی غرب در اخلاق زیست‌محیطی به عنوان علت اصلی بحران زیست‌محیطی مورد انتقاد قرار گرفت. کالیکوت امکان اخلاق زیست‌محیطی «شهروندی» یهودی-مسیحی را به عنوان جایگزینی رادیکال‌تر برای اخلاق زیست‌محیطی «مراقبت» یهودی-مسیحی که در پاسخ به انتقادات مورخان و فیلسوفان محیط زیست تدوین شده است، بررسی کرده است. او همچنین منابع مفهومی اخلاق زیست‌محیطی را در جهان‌بینی‌های سرخپوستان آمریکایی بررسی کرده و با فیلسوفان تطبیقی برای بررسی منابع مفهومی اخلاق زیست‌محیطی در چندین سنت فکری فلسفی و مذهبی آسیایی، مانند هندوئیسم، جینیسم، بودیسم، کنفوسیوسیسم و دائوئیسم همکاری کرده است.

### فلسفه حفاظت و «ایده طبیعت بکر دریافتی»
کالیکوت با زیست‌شناسان حفاظت برای توسعه فلسفه حفاظت و ارزش‌ها و اخلاق حفاظت، که تا حدی بر اساس فلسفه حفاظت اخیر است، همکاری کرده است. تغییر الگو در بوم‌شناسی از آنچه او «تعادل طبیعت» می‌نامد به «جریان طبیعت». او منتقد سرسخت «ایده طبیعت بکر» بوده است: این ایده که طبیعت بکر مکان‌هایی هستند که «توسط انسان محصور نشده‌اند، جایی که خود انسان بازدیدکننده‌ای است که در آن نمی‌ماند.» کالیکوت در «مناظره بزرگ طبیعت بکر جدید» (۱۹۹۸) ادعا می‌کند که این ایده، دوگانه‌گرایی انسان-طبیعت پیش از داروین را تداوم می‌بخشد؛ در واقع، ساکنان بومی آمریکای شمالی و استرالیا را از حافظه جمعی «پاک» می‌کند و ساکنان فعلی آن قاره‌ها را از افکار مزاحم میراث نسل‌کشی خود آزاد می‌سازد. ایده طبیعت بکر که به مناطق دیگر جهان، مانند آفریقا و هند، که مردم بومی هنوز در آنجا زندگی می‌کنند، صادر شده است، برای توجیه اخراج و سلب مالکیت آنها به نام پارک‌های ملی مورد استفاده قرار گرفته است. کالیکوت در عوض پیشنهاد می‌کند که از آنجا که مناطق بکر در خدمت اهداف حفاظت بیولوژیکی هستند، باید به‌طور مناسب‌تری به عنوان «ذخیره‌گاه‌های تنوع زیستی» در نظر گرفته شوند.

## انتقادات
در پاسخ به شرح و بسط اخلاق زمین آلدو لئوپولد توسط کالیکوت، اخلاق زمین (و به‌طور ضمنی، اخلاق زیست‌محیطی غیرانسان‌محور و کل‌نگر کالیکوت تا حدی که ممکن است با اخلاق لئوپولد متفاوت باشد) در معرض اتهام «اکوفاشیسم» قرار گرفته است، که به ویژه توسط تام ریگان مطرح شده است. اگر اعضای گونه‌های پرجمعیت، مانند گوزن، باید به نام حفظ یکپارچگی، ثبات و زیبایی جامعه زیستی «قصیر» یا «برداشته شوند»، و اگر «هومو ساپینس» با جمعیت سرسام‌آور بیش از حد، چیزی جز «یک عضو و شهروند ساده» جامعه زیستی نیست، پس چرا باید کشتن و برداشت انسان‌ها کمتر اجباری باشد؟ کالیکوت در «مبانی مفهومی اخلاق زمین» پاسخ می‌دهد که لئوپولد اخلاق زمین را به عنوان «افزوده» ای به «مجموعه» پیچیده اخلاق در حال تکامل ما ارائه کرد. به عبارت دیگر، اخلاق زمین ما را با تعهدات اخلاقی اضافی روبرو می‌کند؛ این اخلاق جایگزین یا جانشین تعهدات اخلاقی قبلاً تکامل‌یافته ما، از جمله وظیفه احترام به حقوق همنوعانمان برای زندگی، آزادی و پیگیری… نمی‌شود. شادی.
این پاسخ منجر به انتقاد دیگری شد: اینکه کالیکوت هیچ «اصول مرتبه دوم» برای اولویت‌بندی وظایف نسبت به همنوعان و وظایف نسبت به جامعه زیستی در هنگام تعارض ارائه نمی‌دهد. در پاسخ، کالیکوت دو اصل مرتبه دوم را به عنوان چارچوبی برای داوری بین وظایف مرتبه اول متضاد ارائه داد: ۱) «تعهدات ناشی از عضویت در جوامع محترم‌تر و صمیمی‌تر بر جوامعی که اخیراً ظهور کرده‌اند و غیرشخصی هستند، اولویت دارد"؛ ۲) "منافع قوی‌تر بر وظایفی که توسط منافع ضعیف‌تر ایجاد می‌شوند، اولویت دارند." از آنجا که عضویت‌های مختلف ما در جوامع انسانی هم محترم‌تر و هم صمیمی‌تر هستند و از آنجا که منافع انسان در بهره‌مندی از حق زندگی، آزادی و جستجوی خوشبختی بسیار قوی است، کالیکوت استدلال می‌کند که تعهدات سنتی ما نسبت به تک تک همنوعان، بر تعهدات ما برای حفظ یکپارچگی، ثبات و زیبایی جامعه زیستی غلبه دارد - حداقل، به اعتقاد او، وقتی صحبت از حذف اعضای گونه پرجمعیت «هومو ساپینس» می‌شود.
علاوه بر این، کالیکوت به دلیل حمایت از یک مونیسم سلطه‌جویانه و غیرسیاسی در اخلاق زیست‌محیطی مورد انتقاد قرار گرفته است. او کثرت‌گرایی را در اخلاق زیست‌محیطی به‌طور کامل رد نمی‌کند؛ او فقط کثرت‌گرایی نظری را رد می‌کند، نه کثرت‌گرایی بین فردی یا کثرت‌گرایی هنجاری. کالیکوت ادعا می‌کند که فیلسوفان و افراد عادی نباید یک نظریه، مثلاً فایده‌گرایی، را برای یک هدف یا در یک زمینه و نظریه دیگری، مثلاً وظیفه‌گرایی کانتی، را برای هدف یا زمینه دیگر (این کثرت‌گرایی نظری خواهد بود) بپذیرند. چنین نظریه‌هایی متقابلاً متناقض هستند و او معتقد است که زندگی اخلاقی فرد باید منسجم و خودسازگار باشد. با این حال، او همچنین معتقد است که هر فرد باید آزاد باشد تا نظریه‌ای را که از نظر فکری برای او قانع‌کننده‌ترین است (کثرت‌گرایی بین فردی) بپذیرد. نظریه عمومی که کالیکوت از آن حمایت می‌کند، یعنی جامعه‌گرایی هیومی، اخلاق را با عضویت در جامعه مرتبط می‌داند. و از آنجا که هر عامل اخلاقی به تعداد عضویت‌های اجتماعی خود تابع اخلاق است، بنابراین هر فرد تابع کثرت وظایف و تعهدات است (کثرت‌گرایی هنجاری). در مجموع، کالیکوت یک وحدت‌گرای نظری و یک کثرت‌گرای بین فردی و هنجاری است.
فلسفه تطبیقی زیست‌محیطی کالیکوت همچنین شامل یک بندبازی بین کثرت‌گرایی و وحدت‌گرایی است. در «بینش‌های زمین: بررسی چندفرهنگی اخلاق بوم‌شناختی از حوزه مدیترانه تا مناطق دورافتاده استرالیا»، به نظر می‌رسد که او با بررسی منابع مفهومی اخلاق زیست‌محیطی در طیف گسترده‌ای از جهان‌بینی‌های مذهبی و بومی، کثرت‌گرایی را می‌پذیرد. با این حال، این اثر به دلیل اولویت دادن به اخلاق زمین لئوپولد به عنوان هنجاری که چنین اخلاق زیست‌محیطی جایگزین با آن ارزیابی می‌شوند، مورد انتقاد قرار گرفته است. همان‌طور که اندرو لایت مشاهده می‌کند، کالیکوت اصرار ندارد که اخلاق زمین لئوپولد مبتنی بر جهان‌بینی منحصر به فرد و واقعی زیست‌شناسی تکاملی و بوم‌شناسی است. او با کثرت‌گرایان چندفرهنگی موافق است که جهان‌بینی تکاملی-زیست‌محیطی تنها یک داستان در میان داستان‌های بسیار است. اما او استدلال می‌کند که جهان‌بینی زیست‌شناسی تکاملی و بوم‌شناسی از هر داستان دیگری قابل دفاع‌تر است، و حماسه تکاملی-زیست‌محیطی داستانی بهتر از هر روایت بزرگ دیگری است.
توجیه کالیکوت برای این ادعا، تحلیلی مبتنی بر معیارهای زیر برای قابلیت دفاع است: خودسازگاری؛ جامعیت؛ خوداصلاحی؛ جهان‌شمولی؛ و زیبایی. اولین آزمون یک جهان‌بینی علمی، خودسازگاری منطقی است و جهان‌بینی تکاملی-بوم‌شناختی از این آزمون سربلند بیرون می‌آید. یک جهان‌بینی علمی قابل دفاع باید تمام حقایق شناخته شده را درک کند و تاکنون جهان‌بینی تکاملی-بوم‌شناختی تمام حقایق، مانند وجود بقایای فسیلی گونه‌های منقرض شده، را در نظر می‌گیرد. هنگامی که جزئیات آن جهان‌بینی با خودشان ناسازگار یا قادر به توضیح تمام حقایق نباشد، نظریه بر این اساس اصلاح می‌شود؛ بنابراین جهان‌بینی تکاملی-بوم‌شناختی خوداصلاح‌کننده است و بنابراین، کالیکوت معتقد است که همواره در حال اصلاح بیشتر است. جهان‌بینی تکاملی-بوم‌شناختی رواج جهانی دارد و از اعتبار بین‌المللی برخوردار است؛ یعنی جذابیت جهانی دارد. و در نهایت، در مورد زیبایی، خود داروین در جمله پایانی کتاب «زیبایی» مشاهده کرد. «منشأ» اینکه «در این دیدگاه از زندگی، با قدرت‌های متعددش، که در ابتدا به چند شکل یا در یکی از آنها دمیده شده است، شکوه و جلالی وجود دارد؛ و اینکه، در حالی که این سیاره طبق قانون ثابت گرانش به گردش خود ادامه داده است، از چنین آغاز ساده‌ای، اشکال بی‌پایانی از زیباترین و شگفت‌انگیزترین‌ها تکامل یافته‌اند و در حال تکامل هستند.»
جدیدترین انتقادات به آثار کالیکوت که به ایده طبیعت بکر، «حریم مقدس» جنبش زیست‌محیطی قرن بیستم، می‌پردازند، وارد شده است. برخی از محققان شایستگی‌های فکری نقد کالیکوت از ایده طبیعت بکر را تصدیق می‌کنند، اما آن را هم خیانت به یکی از گرامی‌ترین آرمان‌های آلدو لئوپولد و هم کمک و تسلی به دشمنان جنبش زیست‌محیطی می‌دانند. کالیکوت در پاسخ می‌گوید که نزاع او با یک ایده است، نه با مکان‌هایی که توسط این ایده احاطه شده‌اند، مکان‌هایی که به نظر می‌رسد به اندازه هر [محیط‌زیست‌گرای] دیگری از حفاظت از آنها حمایت می‌کند.] در «آیا مناطق طبیعت وحشی باید به ذخایر تنوع زیستی تبدیل شوند»، او استدلال می‌کند که نیازهای مبرم حفاظت از محیط زیست در قرن بیست و یکم با ایده ذخایر تنوع زیستی بهتر برآورده می‌شود. این ایده از همان نامش نشان می‌دهد که هدف اصلی حفاظت از مناطق بکر چیست، در حالی که ایده مناطق بکر از نظر تاریخی با تفریح در فضای باز مرتبط است و بنابراین، کالیکوت ادعا می‌کند، مسئله حفاظت را گیج می‌کند و سیاست‌های استفاده از مناطق بکر نامنسجم و متناقض را تقویت می‌کند.

## انتشارات منتخب
- کالیکوت، جی. برد، ویرایش (۱۹۸۷). همراه با سالنامه شهرستان سند: مقالات تفسیری و انتقادی. مدیسون: انتشارات دانشگاه ویسکانسین. شابک ‎۰−۲۹۹−۱۱۲۳۰−۶.
- کالیکوت، جی. برد (۱۹۸۹). در دفاع از اخلاق زمین: مقالاتی در فلسفه محیط زیست. آلبانی: انتشارات دانشگاه ایالتی نیویورک. شابک ‎۰−۸۸۷۰۶−۸۹۹−۵.
- کالیکوت، جی. برد و راجر تی. ایمز، ویرایش (۱۹۸۹). طبیعت در سنت‌های فکری آسیایی: مقالاتی در فلسفه محیط زیست. آلبانی: انتشارات دانشگاه ایالتی نیویورک. شابک ‎۰−۸۸۷۰۶−۹۵۰−۹. *فلادر، سوزان ال. و جی. برد کالیکوت (۱۹۹۱). رودخانه مادر خدا و مقالات دیگر از آلدو لئوپولد. مدیسون: انتشارات دانشگاه ویسکانسین. شابک ‎۰−۲۹۹−۱۲۷۶۰−۵.
- زیمرمن، مایکل، ویراستار؛ جی. برد کالیکوت، جورج سشنز، کارن وارن، و جان کلارک، ویراستاران همکار (۱۹۹۳). فلسفه محیط زیست: از حقوق حیوانات تا بوم‌شناسی رادیکال. انگلوود کلیفس، نیوجرسی: پرنتیس-هال. شابک ‎۰−۱۳−۶۶۶۹۵۹-X.
- کالیکوت، جی. برد (۱۹۹۴). بینش‌های زمین: بررسی چندفرهنگی اخلاق بوم‌شناختی از حوزه مدیترانه تا مناطق دورافتاده استرالیا. برکلی: انتشارات دانشگاه کالیفرنیا. شابک ‎۰−۵۲۰−۰۸۵۵۹−۰. *کالیکوت، جی. برد و فرناندو جی.آر. دا روچا، ویراستاران (۱۹۹۶). اخلاق اجلاس زمین: به سوی یک فلسفه پست مدرن بازسازی کننده آموزش محیط زیست. آلبانی: انتشارات دانشگاه ایالتی نیویورک. شابک ‎۰−۷۹۱۴−۳۰۵۳−۷.
- کالیکوت، جی. برد و مایکل پی. نلسون، ویراستاران (۱۹۹۸). مناظره بزرگ جدید طبیعت وحشی. آتن: انتشارات دانشگاه جورجیا. شابک ‎۰−۸۲۰۳−۱۹۸۳-X.
- زیمرمن، مایکل، ویراستار؛ جی. برد کالیکوت، جورج سشنز، کارن وارن، و جان کلارک، ویراستاران همکار (۱۹۹۸). فلسفه محیط زیست: از حقوق حیوانات تا بوم‌شناسی اجتماعی، چاپ دوم. انگلوود کلیفس، نیوجرسی: پرنتیس-هال. شابک ‎۰−۱۳−۷۷۸۳۶۶−۳.
- کالیکوت، جی. برد و اریک تی. فریفوگل، ویراستاران (۱۹۹۹). برای سلامت زمین: مقالات منتشر نشده قبلی و سایر نوشته‌ها در مورد حفاظت از محیط زیست نوشته آلدو لئوپولد. واشینگتن: انتشارات آیلند. شابک ‎۱−۵۵۹۶۳−۷۶۳−۳.
- کالیکوت، جی. برد (۱۹۹۹). فراتر از اخلاق زمین: مقالات بیشتر در فلسفه محیط زیست. آلبانی: انتشارات دانشگاه ایالتی نیویورک. شابک ‎۰−۷۹۱۴−۴۰۸۴−۲.
- زیمرمن، مایکل، ویراستار؛ جی. برد کالیکوت، جورج سشنز، کارن وارن، و جان کلارک، ویراستاران همکار (۲۰۰۱). فلسفه محیط زیست: از حقوق حیوانات تا بوم‌شناسی رادیکال، چاپ سوم. انگلوود کلیفس، نیوجرسی: پرنتیس-هال. شابک ‎۰−۱۳−۰۲۸۹۱۳−۲.
- کالیکوت، جی. برد و مایکل پی. نلسون (۲۰۰۴). اخلاق زیست‌محیطی سرخپوستان آمریکایی: مطالعه موردی اوجیبوا. آپِر سادل ریور، نیوجرسی: پرنتیس-هال. شابک ‎۰−۱۳−۰۴۳۱۲۱−۴.
- زیمرمن، مایکل، ویرایش؛ جی. برد کالیکوت، کارن وارن، ایرنه کاور و جان کلارک، ویرایش‌های همکار (۲۰۰۵). فلسفه زیست‌محیطی: از حقوق حیوانات تا بوم‌شناسی اجتماعی، چاپ چهارم. انگلوود کلیفس، نیوجرسی: پرنتیس-هال. شابک ‎۰−۱۳−۱۱۲۶۹۵−۴.
- کالیکوت، جی. برد و کلر پالمر، ویرایش‌ها (۲۰۰۵). فلسفه محیط زیست: مفاهیم انتقادی در محیط زیست، ارزش‌ها و اخلاق، جلد ۱. لندن: انتشارات روتلج. شابک ‎۰−۴۱۵−۳۲۶۴۷−۸ / شابک ‎۰−۴۱۵−۳۲۶۴۶-X (مجموعه پنج جلدی).
- کالیکوت، جی. برد و کلر پالمر، ویراستاران (۲۰۰۵). فلسفه محیط زیست: مفاهیم انتقادی در محیط زیست، جامعه و سیاست، جلد ۲. لندن: انتشارات روتلج. شابک ‎۰−۴۱۵−۳۲۶۴۸−۶ / شابک ‎۰−۴۱۵−۳۲۶۴۶-X (مجموعه پنج جلدی).
- کالیکوت، جی. برد و کلر پالمر، ویراستاران (۲۰۰۵). فلسفه محیط زیست: مفاهیم انتقادی در محیط زیست، اقتصاد و سیاست، جلد ۳. لندن: انتشارات روتلج. شابک ‎۰−۴۱۵−۳۲۶۴۹−۴ / شابک ‎۰−۴۱۵−۳۲۶۴۶-X (مجموعه پنج جلدی).
- کالیکوت، جی. برد و کلر پالمر، ویراستاران (۲۰۰۵). فلسفه محیط زیست: مفاهیم انتقادی در محیط زیست، مسائل و کاربردها، جلد ۴. لندن: انتشارات روتلج. شابک ‎۰−۴۱۵−۳۲۶۵۰−۸ / شابک ‎۰−۴۱۵−۳۲۶۴۶-X (مجموعه پنج جلدی).
- کالیکوت، جی. برد و کلر پالمر، ویراستاران (۲۰۰۵). فلسفه محیط زیست: مفاهیم انتقادی در محیط زیست، تاریخ و فرهنگ، جلد ۵. لندن: روتلج. شابک ‎۰−۴۱۵−۳۴۱۴۵−۰ / شابک ‎۰−۴۱۵−۳۲۶۴۶-X (مجموعه پنج جلدی).
- نلسون، مایکل پی. و جی. برد کالیکوت، ویراستاران (۲۰۰۸) بحث بیابان‌زدگی در جریان است: ادامه بحث بزرگ بیابان‌زدگی جدید. آتن: انتشارات دانشگاه جورجیا. شابک ‎۰−۸۲۰۳−۲۷۴۰−۹.
- کالیکوت، جی. برد و رابرت فرودمن، ویراستاران ارشد (۲۰۰۹). دایرةالمعارف اخلاق و فلسفه محیط زیست، نیویورک: مک‌میلان. شابک ‎۹۷۸−۰−۰۲−۸۶۶۱۳۷−۷ (مجموعه)؛ شابک ‎۹۷۸−۰−۰۲−۸۶۶۱۳۸−۴ (جلد 1); شابک ‎۹۷۸-۰-۰۲-۸۶۶۱۳۹-۱ (جلد 2); شابک ‎۹۷۸−۰−۰۲−۸۶۶۱۴۰−۷ (ebook).
- کالیکات، جی. برد (2009). Genèse (ترجمه فرانسوی «پیدایش و جان مویر» با پس‌گفتار کاترین لار). Marseille: Editions Wildproject L'écologie Culturelle/Cultural Ecology. شابک ‎۹۷۸۲۹۱۸۴۹۰۰۲۹.
- کالیکات، جی. برد (۲۰۰۹). 山内、村上監訳『地球の洞察』 ۲۰۰۹年، みすず書房、東京 یا Chikyu no Dosatsu (ترجمه ژاپنی Inrakiets از Earth's. al.). توکیو: Misuzu-shobo. شابک ‎۹۷۸−۴−۶۲۲−۰۸۱۶۵−۴.
- کالیکات، جی. برد (۲۰۱۰). Éthique de la Terre. پاریس: Éditions Wildproject، مجموعه Domaine Sauvage. شابک ‎۹۷۸−۲−۹۱۸۴۹۰−۰۶−۷.
- Callicott, J. Baird and James McRae, eds. (۲۰۱۴). فلسفه زیست‌محیطی در سنت‌های فکری آسیایی. آلبانی: دانشگاه ایالتی نیویورک. شابک ‎۹۷۸−۱−۴۳۸۴−۵۲۰۱−۲.